# Cylindromyrmex meinerti
Cylindromyrmex meinerti (лат.) — вид тропических муравьёв рода Cylindromyrmex (Formicidae). Специализированы на питании различными видами термитов (термитофагия). Вид был впервые описан в 1905 году швейцарским мирмекологом Огюстом Форелем и назван в честь датского энтомолога Frederik Vilhelm August Meinert (1833—1912), коллектора типовой серии. 

## Распространение
Неотропика. Южная Америка (Бразилия, Венесуэла, Коста-Рика, Гватемала, Гондурас, Мексика, Никарагуа, Панама).

## Описание
Мелкие узкотелые муравьи с короткими ногами и удлинённой головой. Длина тела рабочих от 5,32 до 6,58 мм (самки до 8,6 мм). Отличаются бороздчатым 1-м тергитом и частично бороздчатым вторым тергитом брюшка, очень длинный головой (она почти в 2 раза длиннее своей ширины; длина 1,20—1,28 мм; ширина HW 0,88—0,94 мм), и мелкими плоскими глазами. Основная окраска чёрная и блестящая; ноги светлее. Голова, грудь и стебелёк покрыты глубокими продольными бороздками. Усики короткие, скапус достигает лишь половины длины головы. Обитают в древесных полостях и в термитниках. Биология малоисследована. Хищники, термитофаги.

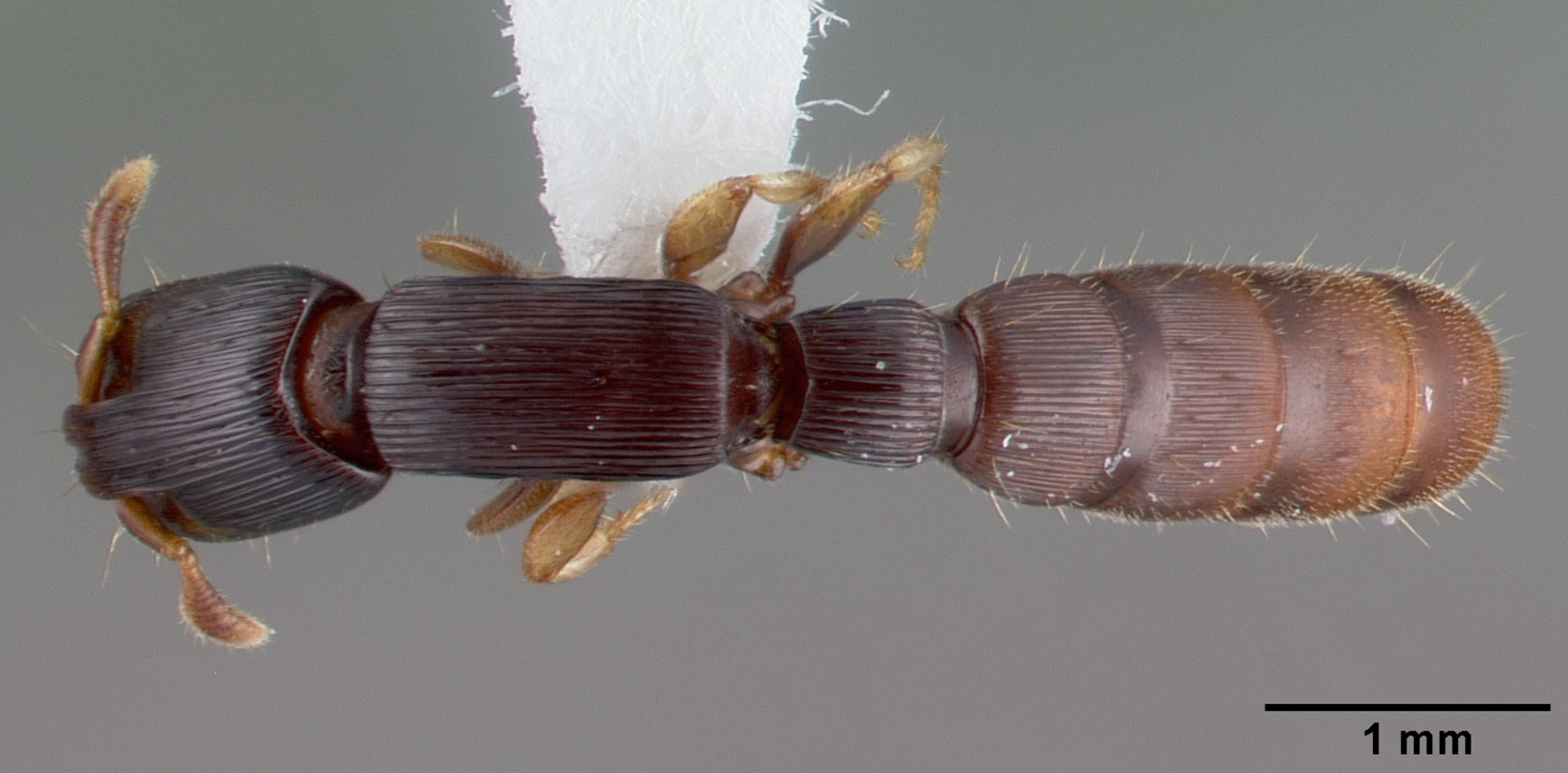
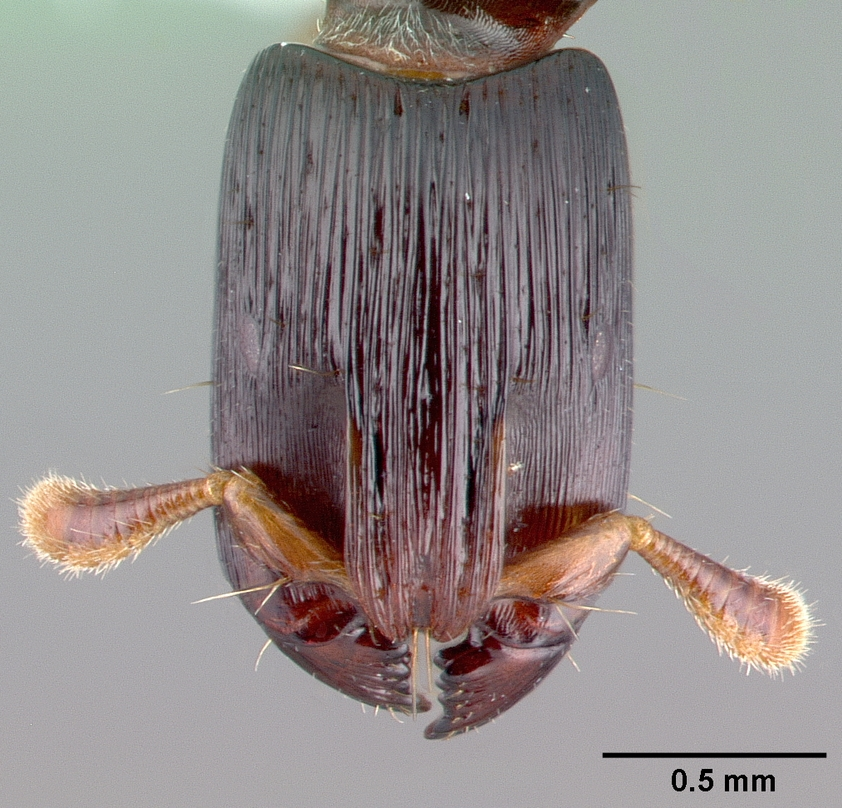

## Классификация
Вид был впервые описан по рабочим особям из Венесуэлы в 1905 году, имеет сложную таксономическую историю. Ранее, или включался в состав трибы Cylindromyrmecini, которая относилась к подсемейству Ponerinae, или в подсемейство Cerapachyinae. С 2016 года относится к Dorylinae.